# Karel Vijgh
Karel Vijgh (? - Zoelen, 10 februari 1627) heer tot Zoelen en Ubbergen, was een gezaghebbend bestuurder in de Neder-Betuwe aan het einde van de zestiende en begin van de zeventiende eeuw.

## Biografie

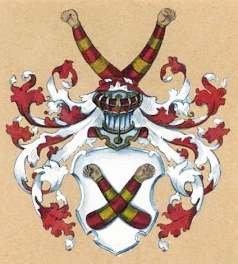
Familiewapen Vijgh

Karel was de oudste zoon van Diederik Vijgh en Heilwig van Rossem, vrouwe van Zoelen. Hij trouwde in 1596 met Johanna van Boinenburg genaamd Honstein, gravin van Ubbergen (1580-1620). In januari 1624 hertrouwde hij met Elisabeth de Cock van Opijnen, weduwe van Johan van Winssen.
Hij was heer van Zoelen en Aldenhaag, waarmee hij na het overlijden van zijn moeder in 1594 beleend was, en De Snor en heer van Ubbergen waarmee hij in 1589 door huwelijk beleend was.
In 1594 werd hij ordinaris raadsheer in het Hof van Gelre en Zutphen, raadsheer tot Soelen en per 22 mei 1617 extra-ordinaris raad in het hof. In 1586 werd hij schepen van Tiel. Vanaf 1604 was hij gesubstitueerde ambtman, dijkgraaf en heemraad van Neder-Betuwe namens zijn vader, vanaf 1615 was hij ambtman, richter en dijkgraaf van de Neder-Betuwe en richter van Tiel en Zandwijk. Hij was gecommitteerde ter generaliteit in de Ridderschap van Nijmegen van 1591-1626. Samen met zijn broer Johan betaalde hij de boete waartoe zijn vader in 1609 veroordeeld werd wegens het afbranden van het huis Wandenoyen van Johan de Cocq van Delwijnen.
In 1617 was hij betrokken bij de ontmanteling van de Wildenborch. In 1619 was hij in de Tielerwaard betrokken bij de verstoring van bijeenkomsten van de remonstranten. In 1620 was hij aanwezig bij de begrafenis van de stadhouder van Friesland, Willem Lodewijk van Nassau-Dillenburg en in 1625 namens het hof bij de begrafenis van de Gelderse kanselier Gerlach van der Capellen.
Karel Vijgh was rond 1624 eigenaar of leenman van het veer te Ingen. In dit jaar probeerden de Spanjaarden geregeld het Gelderse en Utrechtse gebied binnen te dringen. Het garnizoen dat verantwoordelijk was voor de bewaking van de zuidgrens van Utrecht, besloot de veerschuiten 's nachts telkens aan de Elsterse kant vast te leggen, uit angst dat Spaanse spionnen 's nachts met de schuiten het Stichtse binnen zouden varen. Na beklag van de Ingense veerman stuurde Karel enkele musketiers naar het veer om dit in het vervolg te voorkomen.

## Huwelijk en kinderen
Uit zijn huwelijk met Johanna van Boinenburg genaamd Honstein had Karel Vijgh onder andere de volgende kinderen:
- Arent (†1666), heer van Zoelen en Aldenhaag (1627), opvolger als ambtman Neder-Betuwe en richter Tiel en Zandwijk, lid Ridderschap Nijmegen
- Heilwig († 1674), gehuwd met Gerard van Bronckhorst heer van Waardenburg († 1660)[4]
- Nicolaas († 1663), heer van Ubbergen (1628) en Sleeburg, oudheidkundige, burgemeester stad Nijmegen, lid Raad van State, lid Ridderschap kwartier Nijmegen
- Joost († 1675), heer van De Snor, verschreven in de Ridderschap van Nijmegen (1649), commandeur voor de Duitse Orde in Leiden en Katwijk (1633)[5]
- Theodora Margaretha († 1644), huwde in 1641 met Hendrik van Exsen tot Helbergen (1608-1681), burgemeester van Elburg, landdrost van de Veluwe, verschreven in de Ridderschap van Veluwe (1633)
- Gijsbert († 1675), heer van den Boetzelaer
- Cornelis († 1674), burgemeester van Tiel